# Noord-Ierland op de Gemenebestspelen

Vlag van Noord-Ierland

Noord-Ierland is een van de landen die deelneemt aan de Gemenebestspelen (of Commonwealth Games). Noord-Ierland deed in totaal 21 keer mee en is goed voor een totaal van 142 medailles. Van het totale aantal medailles waren er 37 goud, 46 zilver en de overige 59 brons.

## Medailles
| Noord-Ierland op de Gemenebestspelen | Noord-Ierland op de Gemenebestspelen | Noord-Ierland op de Gemenebestspelen | Noord-Ierland op de Gemenebestspelen | Noord-Ierland op de Gemenebestspelen | Noord-Ierland op de Gemenebestspelen |
| ------------------------------------ | ------------------------------------ | ------------------------------------ | ------------------------------------ | ------------------------------------ | ------------------------------------ |
| Jaar                                 | Goud                                 | Zilver                               | Brons                                | Totaal                               | Rang                                 |
| 1930                                 | -                                    | 1                                    | -                                    | 1                                    | 9                                    |
| 1934                                 | -                                    | 1                                    | 2                                    | 3                                    | 9                                    |
| 1938                                 | -                                    | -                                    | -                                    | -                                    | /                                    |
| 1954                                 | 2                                    | 1                                    | -                                    | 3                                    | 9                                    |
| 1958                                 | 1                                    | 1                                    | 3                                    | 5                                    | 12                                   |
| 1962                                 | -                                    | -                                    | 1                                    | 1                                    | 17                                   |
| 1966                                 | 1                                    | 3                                    | 3                                    | 7                                    | 14                                   |
| 1970                                 | 3                                    | 1                                    | 5                                    | 9                                    | 10                                   |
| 1974                                 | 3                                    | 1                                    | 2                                    | 6                                    | 9                                    |
| 1978                                 | 2                                    | 1                                    | 2                                    | 5                                    | 10                                   |
| 1982                                 | -                                    | 3                                    | 3                                    | 6                                    | 17                                   |
| 1986                                 | 2                                    | 4                                    | 9                                    | 15                                   | 7                                    |
| 1990                                 | 1                                    | 3                                    | 5                                    | 9                                    | 13                                   |
| 1994                                 | 5                                    | 2                                    | 3                                    | 10                                   | 10                                   |
| 1998                                 | 2                                    | 1                                    | 1                                    | 4                                    | 13                                   |
| 2002                                 | 2                                    | 2                                    | 1                                    | 5                                    | 17                                   |
| 2006                                 | -                                    | 2                                    | -                                    | 2                                    | 24                                   |
| 2010                                 | 3                                    | 3                                    | 4                                    | 10                                   | 14                                   |
| 2014                                 | 2                                    | 3                                    | 7                                    | 12                                   | 15                                   |
| 2018                                 | 1                                    | 7                                    | 4                                    | 12                                   | 20                                   |
| 2022                                 | 7                                    | 7                                    | 4                                    | 18                                   | 11                                   |